# Tataoute
Tataoute (àrab تتاوت) és una comuna rural de la província de Taroudant de la regió de Souss-Massa. Segons el cens de 2014 tenia una població total de 4.743 persones.